# Eddy Hau
Eduard „Eddy“ Hau (* 19. März 1952 in Niederwerrn) ist ein ehemaliger deutscher Enduro- und Motocross-Rennfahrer.

## Karriere
Seine Karriere begann Hau 1969 in Schweinfurt als Privatfahrer mit einer 50-cm³-Hercules-Sachs. 1975 wechselte er als Werksfahrer zu Zündapp, wo er auf Anhieb 1975 mit der Mannschaft der Bundesrepublik Deutschland um Josef Wolfgruber, Peter Neumann, Eberhard Weber, Jürgen Grisse und Rolf Witthöft die Internationale Sechstagefahrt auf der Isle of Man gewann. Im Zuge eines Fotoshootings war er in diesem Jahr als Poster in einer Ausgabe der Jugendzeitschrift BRAVO enthalten. Auch 1976 konnte er die FIM World Trophy mit der gleich besetzten deutschen Mannschaft erfolgreich in Zeltweg verteidigen.
1979 und 1980 gewann Eddy Hau jeweils in der Klasse bis 100 cm³ die Enduro-Europameisterschaft. 1982 und 1983 gelang ihm dasselbe in der 500-cm³-Viertakter-Klasse. Zwei Titel erreichte er auf einer Zündapp, zwei auf Viertakt-Yamaha.
Ab 1984 fuhr Hau für BMW mehrere Rallyes, darunter die berühmte Paris-Dakar, bei der er 1986 mit Platz sieben sein bestes Ergebnis erreichte.
Des Weiteren war er von 1983 bis 1993 Chef der ADAC-Enduro- und Motocross-Schule.

## Titel

### Endurosport
- 1975 – Mannschaftsweltmeister Zündapp 125 GS
- 1975 – Internationale Sechstagefahrt Isle of Man
- 1976 – Mannschaftsweltmeister Zündapp 125 GS
- 1976 – Internationale Sechstagefahrt Zeltweg (Österreich)
- 1979 – Enduro-Europameisterschaft 100 cm³
- 1980 – Enduro-Europameisterschaft 100 cm³
- 1982 – Enduro-Europameisterschaft 500 cm³
- 1983 – Enduro-Europameisterschaft 500 cm³

### Motocross
- 1976 Deutscher Meister Motocross

### Auszeichnungen
- Träger des Silbernen Lorbeerblattes der Bundesrepublik Deutschland seit 1977
- ADAC Motorsportler des Jahres 1982